# The Bothy Band
The Bothy Band var et irsk folkemusikband, der var aktiver fra 1975 til 1978. De opnåede hurtigt et ry som et af de mest indflydelsesrige bands, der spillede traditionel irsk musik. Deres entusiasme og musikalske kunnen havde stor indflydelse på bevægelsen inden for den traditionelle irske musik der fortsatte efter gruppen gik i opløsning.

## Diskografi
- The Bothy Band (1975)
- Old Hag You Have Killed Me (1976)
- Out of the Wind – Into the Sun (1977)
- After Hours (Live in Paris) (1979)
- Best of the Bothy Band (1983)
- The Bothy Band Live in Concert (1994)